# Borrentin
Borrentin là một đô thị ở huyện Demmin, bang Mecklenburg-Western Pomerania, Đức. Đô thị Borrentin có diện tích 48,09 km², dân số thời điểm ngày 31 tháng 12 năm 2006 là 1105 người.